# Фахрутдінов Дмитро Рашидович
Дмитро Рашидович Фахрутдінов (рос. Дмитрий Рашидович Фахрутдинов; 13 квітня 1983, м. Ярославль, СРСР) — російський хокеїст, захисник. Виступає за «Лада» (Тольятті) у Вищій хокейній лізі. 
Вихованець хокейної школи «Локомотив» (Ярославль). Виступав за «Локомотив» (Ярославль), ХК «Воронеж», ТХК (Твер), «Амур» (Хабаровськ), «Мотор» (Барнаул), «Молот-Прикам'я» (Перм), «Нафтовик» (Альметьєвськ), «Супутник» (Нижній Тагіл), «Єрмак» (Ангарськ).
У складі молодіжної збірної Росії учасник чемпіонату світу 2003.
Досягнення
- Чемпіон Росії (2003).